# Gérard Cuq
 (mai 2025).
Motif : Pas de sources secondaires et centrées
- Archive Wikiwix
- Bing
- Cairn
- DuckDuckGo
- E. Universalis
- Gallica
- Google
- G. Books
- G. News
- G. Scholar
- Persée
- Qwant
- (zh) Baidu
- (ru) Yandex
- (wd) trouver des œuvres sur Wikidata

| 1. | Préciser le motif de la pose du bandeau. | Précisez le motif de la pose du bandeau en utilisant la syntaxe suivante : {{admissibilité à vérifier\|date=mai 2025\|motif=remplacez ce texte par le motif}}                   |
| 2. | Informer les utilisateurs concernés.     | Pensez à avertir le créateur de l'article, par exemple, en insérant le code ci-dessous sur sa page de discussion : {{subst:avertissement admissibilité à vérifier\|Gérard Cuq}} |

Pour les articles homonymes, voir Cuq.
Gérard Cuq est un réalisateur, scénariste et metteur en scène français, né à Friedrichshafen, le 13 juin 1956.
Il est marié à la comédienne et chanteuse Marie Dauphin.
Diplômé de l'INSAS, il est auteur de nombreux scénarios pour la télévision (Commissaire Moulin, Van Loc ou Un homme en colère), et collaborera longtemps avec le réalisateur Olivier Marchal (réalisateur entre autres du 36 quai des Orfèvres.
En plus du cinéma pour le film Les Percutés, il réalisera de nombreux épisodes pour des séries télévisées à gros succès telles que Femmes de loi, mais aussi de nombreux téléfilms comme La Voie de Laura pour TF1 ou la collection Vertige pour M6.

## Biographie

### Jeunesse
Gérard Cuq naît à Friedrichshafen en 1956, fils du général Henry Cuq, alors en mission en Allemagne.
Il collaborera de nombreuses fois entre autres avec l'auteur-réalisateur Olivier Marchal, créateur avec lui de la série Groupe nuit et co-auteur pour des épisodes de la série François Kléber et Commissaire Moulin
Grand amateur de musique, le compositeur Étienne Perruchon lui sera fidèle pour composer la musique de la plupart de ses réalisations, telles Commissaire Moulin, son film Les Percutés en 2002 ou Van Loc : un grand flic de Marseille pour TF1.
Il collabore aussi avec sa femme la comédienne, chanteuse et scénariste Marie Dauphin. Avec elle, il réalise les mises en scène de ses spectacles musicaux, mais aussi les clips de ses albums tels Souvenirs savons en 2013. 
D'abord batteur dans des groupes de pop rock, il aspire à devenir ingénieur du son afin de produire et réaliser les albums de ses groupes. Il s'engage comme casque bleu durant la guerre du Liban. Le destin en décide autrement. Il passe le concours d'entrée à l'INSAS à Bruxelles.
Comprenant alors quelle direction donner à sa vie, il oriente tout son travail sur la réalisation, et sort de l'INSAS avec son diplôme en poche. Il travaillera notamment dès 1982 comme technicien du son sur le film Le Chagrin d'Ernst Loberlin, réalisé par Christine Riche avec Jean Bouise et Elsa Lunghini.    
Il participera pendant un mois à un séminaire de scénaristes américains, à Bruxelles avec Wells Root.

## Filmographie

### Cinéma
- 2002 : Les Percutés[3].

### Courts et Moyens Métrages
- 1981 : Shout, CANAL + (primé au Festival international du film fantastique de Bruxelles)
- 1982 : Syndrome
- 1985 : Le Dernier héros, FR3 (présenté au  Festival de Cannes)
- 1988 : Footing, FR3

### Téléfilms et Séries
- 1997 : Homicide conjugal, Collection Vertiges d'M6
- 1998 : Tapage nocturne, Collection Vertiges d'M6
- 1999 : Le Fil du rasoir, Collection Vertiges d'M6
- 2000 : Les Bœuf-carottes, TF1 (épisode : Fracture sociale co réalisé avec Michel Vianey, et récompensée meilleure série 1999 au Festival de la fiction TV de La Rochelle)
- 2001 : Meurtre sous hypnose, Collection Vertige d'M6 (dont une apparition clin d'œil en tant qu'acteur dans une des scènes)
- 2001 : Hautes fréquences, Collection Vertiges d'M6
- 2002 : Mariage interdit,  Collection Vertiges d'M6
- 2003 : La Femme de l'ombre, Collection Vertiges d'M6
- 2004 : L'Homme de mon choix,  France3
- 2004 : Ariane Ferry, M6 (4 épisodes)
- 2005 à 2008 : Femmes de loi, TF1 (6 épisodes)
- 2005 : La Voie de Laura[4], TF1
- 2006 : Chassé croisé amoureux, TF1
- 2010 : Enquêtes réservées, France 3 (4 épisodes dont une nomination meilleure série polar en 2014 au Festival du film policier de Cognac)
- 2012 : Plus belle la vie, France 3 (15 épisodes)
- 2017 :Ouate-série satirique et décalée, diffusée sur le net : Ephéméride Interdit -18 temps !

### Publicités
- Plusieurs films publicitaires et institutionnels, primés au Festival international des programmes audiovisuels de Biarritz[5].

### Clips et supports musicaux
Pour la chanteuse Marie Dauphin  :
- 2005 à 2013 : 4 spectacles musicaux
- 2013 : clip Souvenirs savons
- 2015: Clip El NiNo
- 2024: Clip "J'aime pas ma mère" avec Marie Dauphin; 41 Award à l'international, à ce jour (mai 2025)

## Auteur / Scénariste
Une trentaine de scénarios réalisés dont :
- 1993 : Van Loc : un grand flic de Marseille pour TF1 - Coauteur avec Olivier Marchal (2 épisodes)
- 1994 : Commissaire_Moulin pour TF1 - Coauteur avec Olivier Marchal (3 épisodes)
- 1994 : François Kléber pour TF1 - Coauteur avec Olivier Marchal  (3 épisodes, dont l'un obtint le premier prix au Festival du film policier de Cognac)
- 1995 : Mort d'un officier de police - Coscénariste avec Olivier Marchal
- 1996 : Groupe Nuit[6] pour TF1 - Co-créateur avec Olivier Marchal
- 1997 : Un homme en colère pour TF1
- 1997 : Juge et partie pour M6
- 2002 : Mariage interdit pour M6 - Coauteur avec Sonia Nadeau
- 2002 : Les anges de la paix - Développement d'une série sur les casques bleus
- 2016 : L'enfant du Nuage - Roman Fantastique - Coauteur avec Sonia Nadeau

## Metteur en scène
- Greffes barbares, pièce de théâtre de Christian Dob

Depuis 2005, il réalise les mises en scène des spectacles musicaux de la comédienne et chanteuse Marie Dauphin:
- 2005 : Les Nuits d'une Demoiselle
- 2007 : Marie Dauphin se fait la belle
- 2012 : Souvenirs Savon
- 2013 : One Woman Chant
- 2014 : Marcel et Marcelle
- 2014 : Co metteur en scène du spectacle musical sur Boby Lapointe, présenté au Théâtre de Ménilmontant
- 2023: Co-Mise en scène d'un spectacle musical, inspiré de la méthode Feldenkrais : "Le stand up allongé de Mavie"